# Murgantia (djur)
För andra betydelser, se Murgantia.
Murgantia är ett släkte av insekter. Murgantia ingår i familjen bärfisar.
Kladogram enligt Catalogue of Life:
| Murgantia | \| \| Murgantia angularis \| \| \| \| \| \| Murgantia histrionica \| \| \| \| \| \| Murgantia tessellata \| \| \| \| \| \| Murgantia varicolor \| \| \| \| \| \| Murgantia violascens \| \| \| \| |
|           | \| \| Murgantia angularis \| \| \| \| \| \| Murgantia histrionica \| \| \| \| \| \| Murgantia tessellata \| \| \| \| \| \| Murgantia varicolor \| \| \| \| \| \| Murgantia violascens \| \| \| \| |
|           | Murgantia angularis |
|           | |
|           | Murgantia histrionica |
|           | |
|           | Murgantia tessellata |
|           | |
|           | Murgantia varicolor |
|           | |
|           | Murgantia violascens |
|           | |

## Bildgalleri

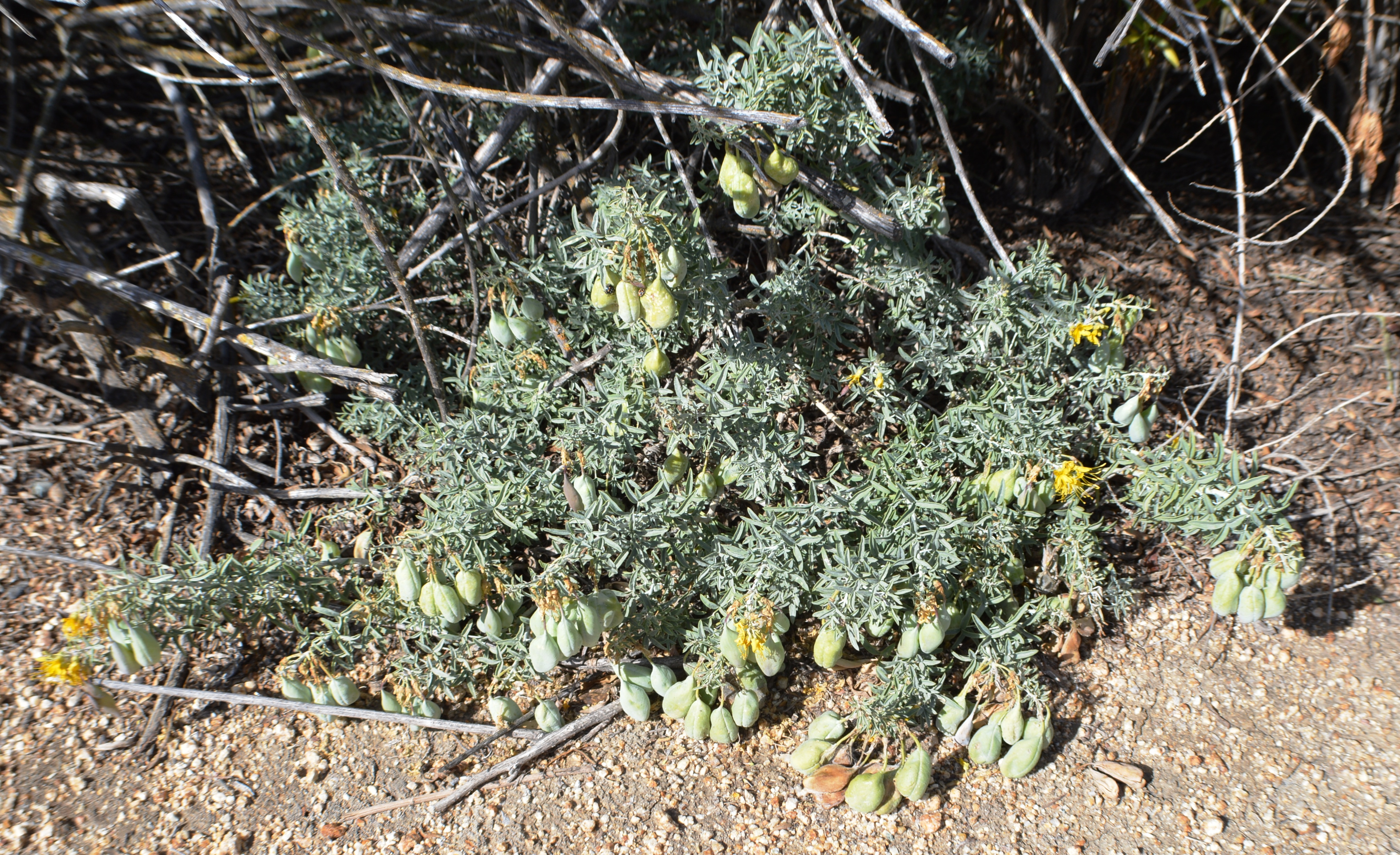
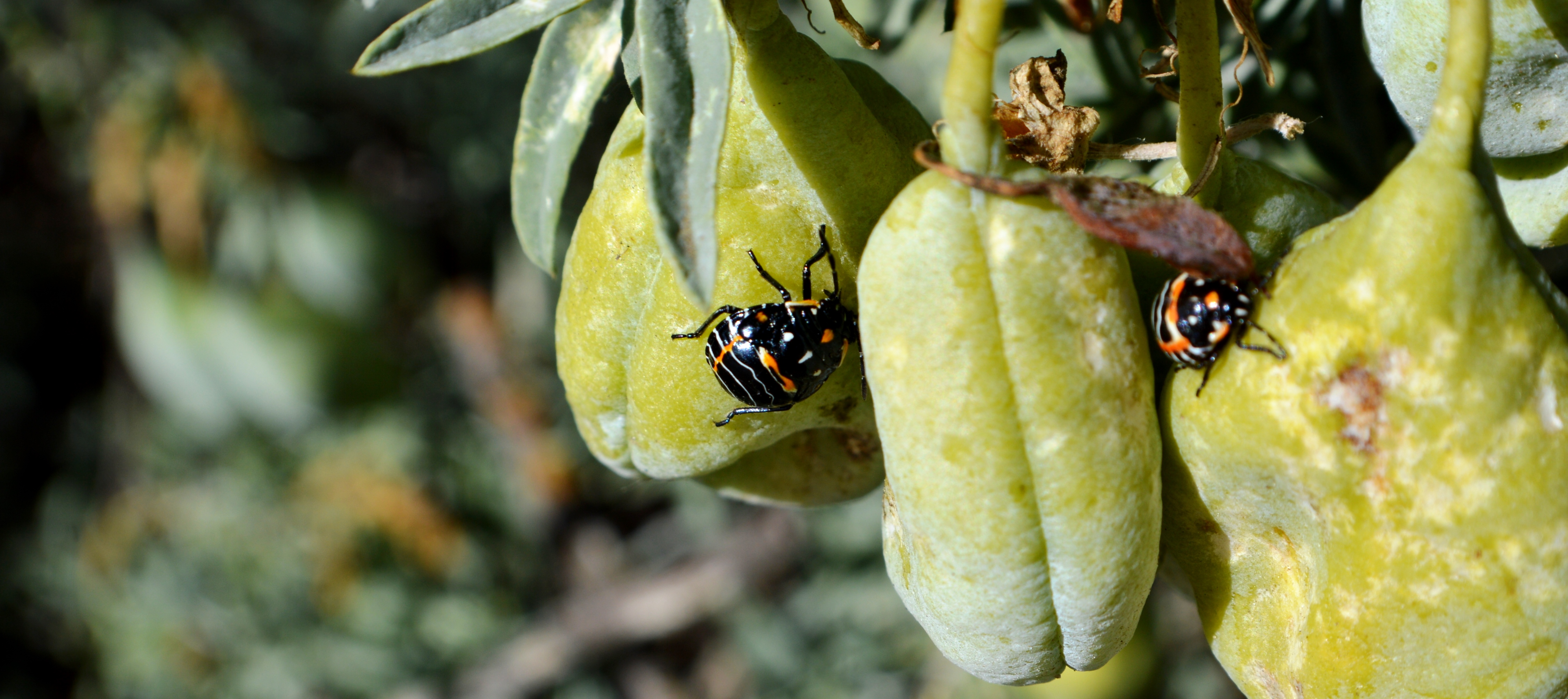
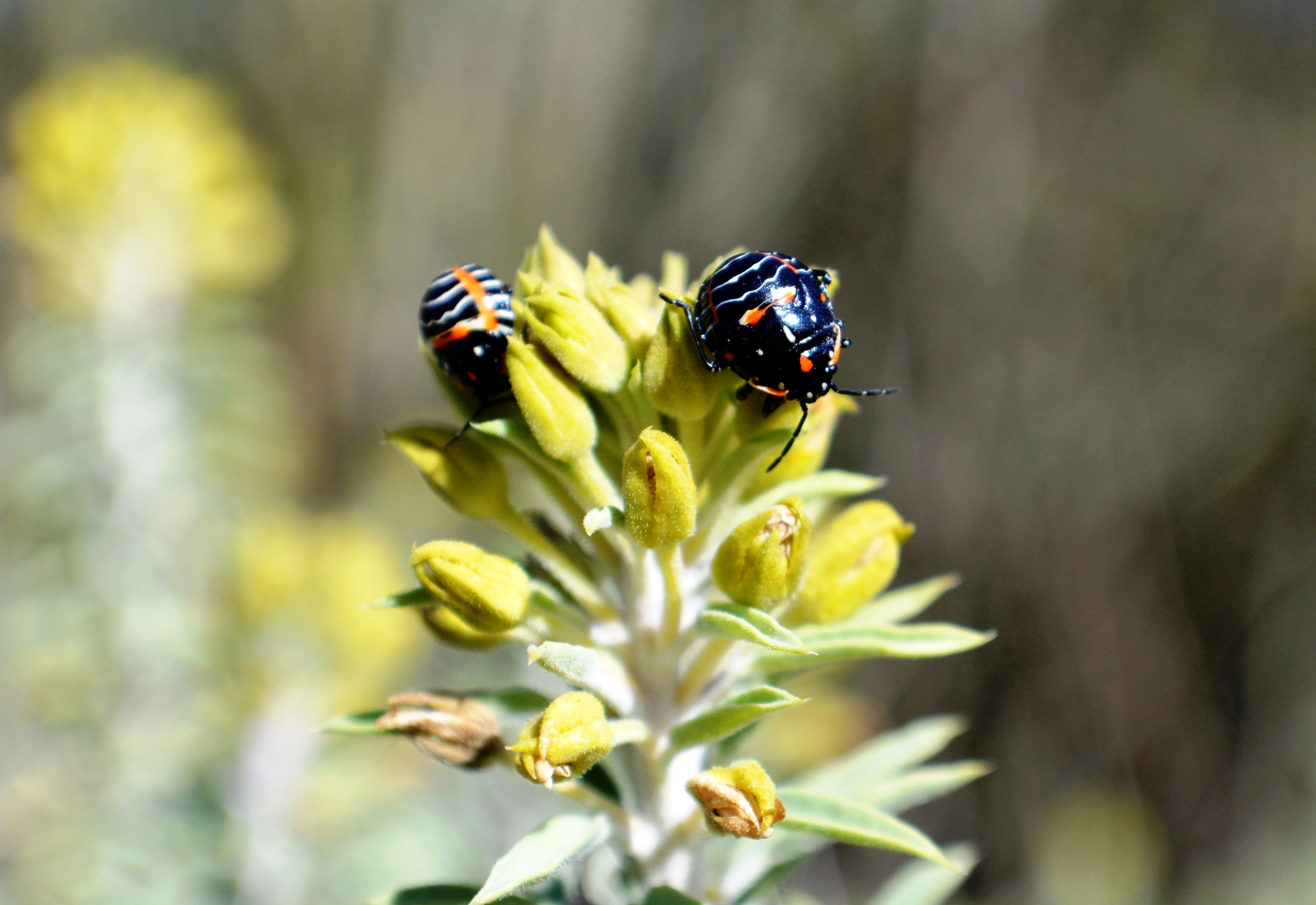
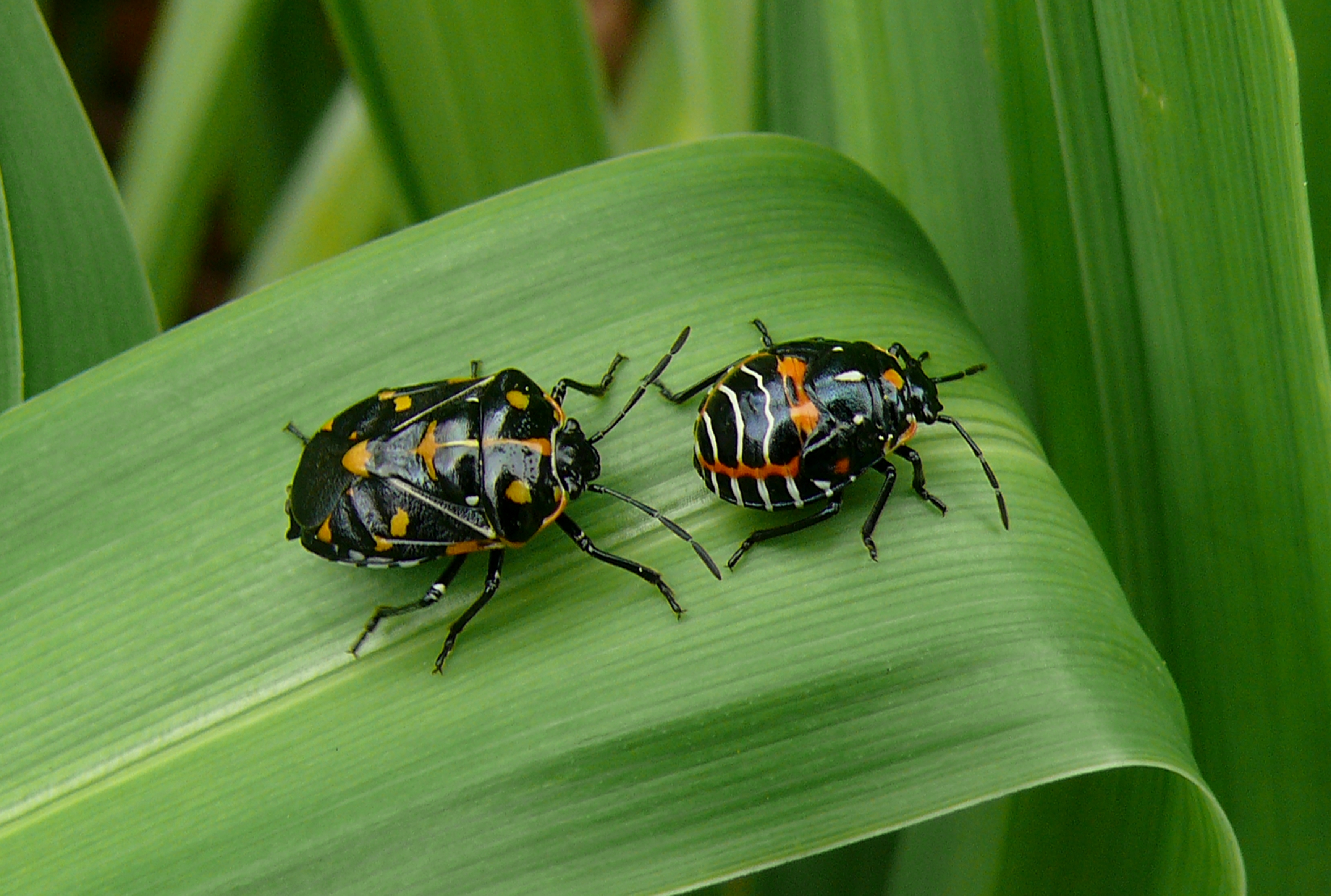
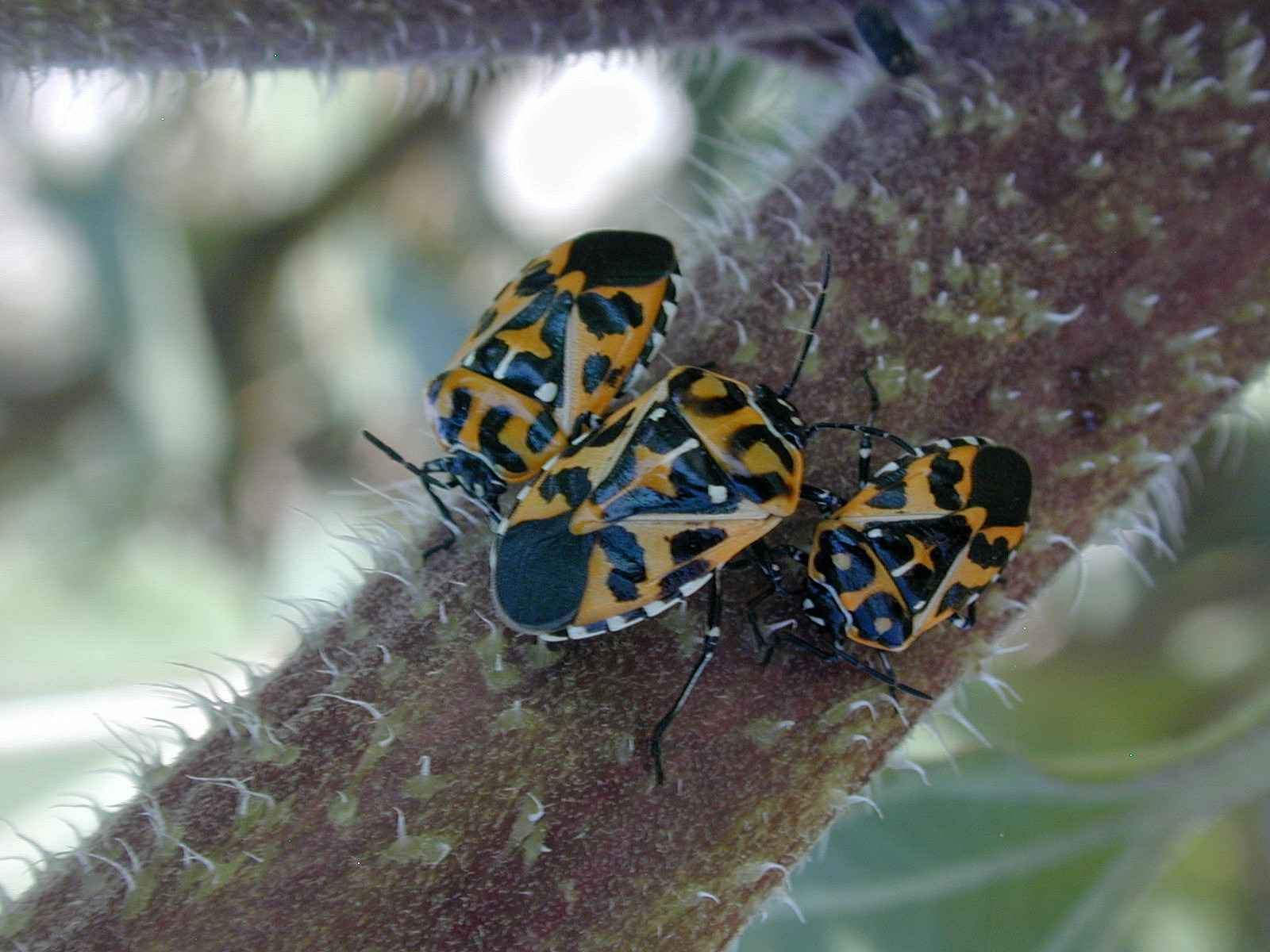
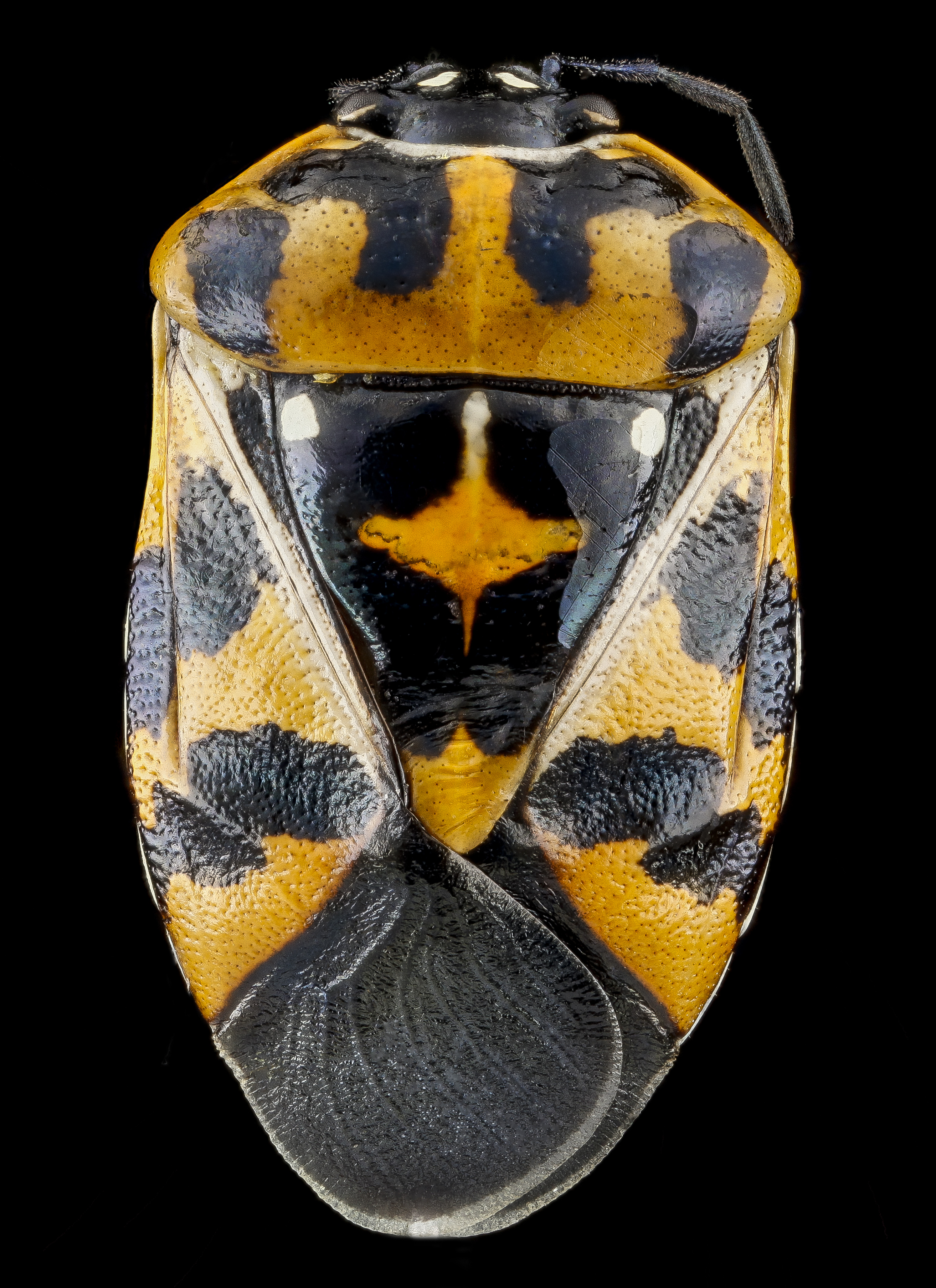